# Campeonato Asiático de Corta-Mato de 2014
A 12ª edição do Campeonato Asiático de Corta-Mato ocorreu no dia 22 de fevereiro de 2014 em Fukuoka no Japão. A categoria por equipes foi constituída de três atletas para cada nacionalidade o que contou pontos na classificação final. Essa é a segunda vez que a cidade sedia o evento, sendo a primeira em 1991.

## Medalhistas
Esses foram os resultados do campeonato. 
| Evento                      | Ouro                        | Prata                               | Bronze                     |
| --------------------------- | --------------------------- | ----------------------------------- | -------------------------- |
| Senior Masculino individual | Aweke Yimer · Bahrein       | Isaac Korir · Bahrein               | Alemu Bekele · Bahrein     |
| Senior Masculino por equipe | Bahrein                     | Japão                               | Irão                       |
| Junior Masculino individual | Kazuto Kawabata · Japão     | Kento Hanazawa · Japão              | Yuichi Yasui · Japão       |
| Junior Masculino por equipe | Japão                       | Irão                                | Catar                      |
| Senior Feminino individual  | Tejitu Chalchissa · Bahrein | Alia Saeed · Emirados Árabes Unidos | Mimi Gebreiorges · Bahrein |
| Senior feminino por equipe  | Bahrein                     | Japão                               | China                      |
| Junior Feminino individual  | Yuka Kobayashi · Japão      | Maki Izumida · Japão                | Kotona Oota · Japão        |
| Junior Feminino por equipe  | Japão                       | Sem premiação                       | Sem premiação              |

## Quadro de medalhas
| Ordem | País                   | Medalha de ouro | Medalha de prata | Medalha de bronze | Total |
| ----- | ---------------------- | --------------- | ---------------- | ----------------- | ----- |
| 1     | Japão                  | 4               | 4                | 2                 | 10    |
| 2     | Bahrein                | 4               | 1                | 2                 | 7     |
| 3     | Irão                   | 0               | 1                | 1                 | 2     |
| 4     | Emirados Árabes Unidos | 0               | 1                | 0                 | 1     |
| 5     | China                  | 0               | 0                | 1                 | 1     |
| 6     | Catar                  | 0               | 0                | 1                 | 1     |
| Total | Total                  | 8               | 7                | 7                 | 22    |